# Памандзи (коммуна)
Памандзи (фр. Pamandzi, комор. «Сандаванге») — город и коммуна на острове Памандзи, входящего в островной регион Майотта.
Город Сандаванге (Памандзи) составляет единственный населённый пункт, входящий в коммуну Памандзи, занимающую южную половину острова Памандзи. Численность населения города и коммуны составляет 9892 человека (2012 г.).